# Zeeasterooglapmot
De zeeasterooglapmot (Bucculatrix maritima) is een vlinder uit de familie ooglapmotten (Bucculatricidae). De wetenschappelijke naam is voor het eerst geldig gepubliceerd in 1851 door Stainton.
De soort komt voor in Europa.